# Горбунки
Горбунки (рос. Горбунки) — присілок у Ломоносовському районі Ленінградської області Російської Федерації.
Населення становить 7541 особу. Належить до муніципального утворення Горбунковське сільське поселення.

## Географія
Населений пункт розташований на західній околиці міста Санкт-Петербурга.

## Історія
Населений пункт розташований на історичній землі Іжорія.
Згідно із законом від 24 грудня 2004 року № 117-оз належить до муніципального утворення Горбунковське сільське поселення.

## Населення
| 1838  | 1862  | 1990  | 1997  | 2002  | 2007  | 2010  |
| ----- | ----- | ----- | ----- | ----- | ----- | ----- |
| 71    | ↗94   | ↗6881 | ↗8213 | ↘7604 | ↗7643 | ↘7478 |
| 2012  | 2015  |       |       |       |       |       |
| ↗7836 | ↘7541 |       |       |       |       |       |